# منتخب مالاوي لكرة السلة
منتخب مالاوي لكرة السلة هو ممثل مالاوي الرسمي في المنافسات الدولية في كرة السلة. ينتمي إلى منطقة الاتحاد الأفريقي لكرة السلة. انضم إلى الاتحاد الدولي لكرة السلة في عام 1988.